# Albizia pistaciifolia
Albizia pistaciifolia är en ärtväxtart som först beskrevs av Carl Ludwig von Willdenow, och fick sitt nu gällande namn av Rupert Charles Barneby och James Walter Grimes. Albizia pistaciifolia ingår i släktet Albizia och familjen ärtväxter. Inga underarter finns listade i Catalogue of Life.